# Zlatibor (district)
Pour les articles homonymes, voir Zlatibor.
Le district de Zlatibor (en serbe cyrillique : Златиборски округ ; en serbe latin : Zlatiborski okrug) est une subdivision administrative de la république de Serbie. Au recensement de 2011, il comptait 284 929 habitants. Le centre administratif du district de Zlatibor est la ville d’Užice.
Le district est situé à l’ouest de la Serbie.

## Villes et municipalités du district de Zlatibor
| Nom          | Superficie (en km²) | Population 2002 | Population 2011 | Statut       |
| ------------ | ------------------- | --------------- | --------------- | ------------ |
| Arilje       | 349                 | 19 784          | 18 725          | Municipalité |
| Bajina Bašta | 673                 | 29 151          | 26 043          | Municipalité |
| Kosjerić     | 358                 | 14 001          | 12 083          | Municipalité |
| Nova Varoš   | 581                 | 19 982          | 16 758          | Municipalité |
| Požega       | 426                 | 32 293          | 29 488          | Municipalité |
| Priboj       | 553                 | 30 377          | 27 127          | Municipalité |
| Prijepolje   | 827                 | 41 188          | 36 713          | Municipalité |
| Sjenica      | 1 059               | 27 970          | 25 248          | Municipalité |
| Užice        | 667                 | 83 022          | 78 018          | Ville        |
| Čajetina     | 647                 | 15 628          | 14 726          | Municipalité |
| Total        | 6 140               | 313 396         | 284 929         |              |

## Autres

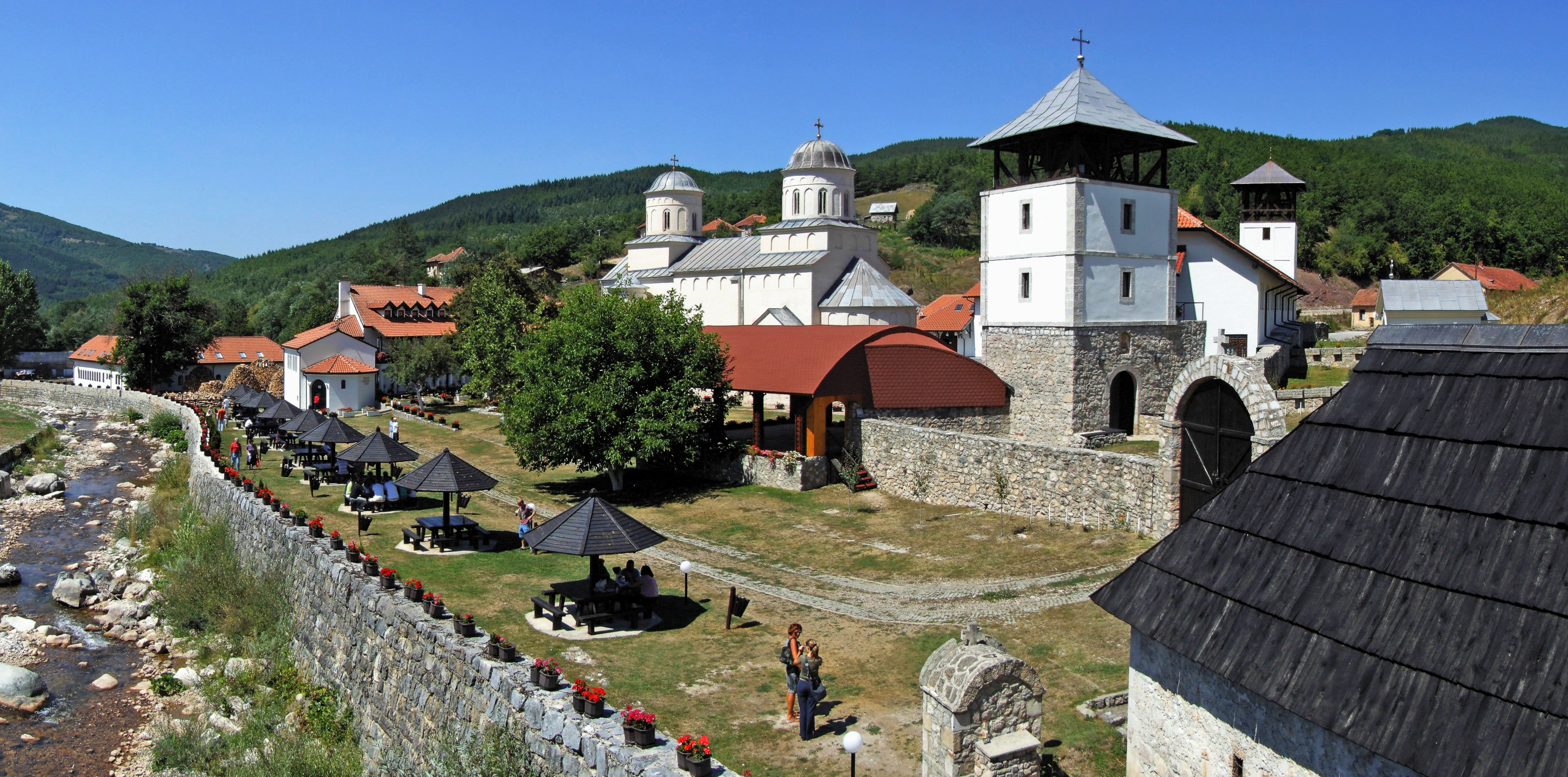
Le monastère de Mileševa, près de Prijepolje (1234)

Le district est réputé pour les monts Zlatibor et pour le parc national de Tara.
À proximité de Bajina Bašta se trouve le monastère de Rača, construit au XIIIe siècle.
Près de Prijepolje se trouve le monastère de Mileševa. Construit en 1234, il abrita les reliques de Saint Sava de 1237 jusqu’au 27 avril 1594, date à laquelle elles furent brûlées par les Turcs. Le monastère conserve une fresque connue dans toute la Serbie : la fresque de l’Ange Blanc.